# 井上泰一
井上 泰一（いのうえ たいいち、1944年4月19日 - ）は、埼玉県大宮市（現・さいたま市）出身の実業家。角川書店元代表取締役社長。

## 概要
埼玉県立大宮高等学校から法政大学法学部に進学し、在学中から角川書店（現・KADOKAWA）でアルバイトを始め、角川春樹に誘われてそのまま入社。営業畑を歩む。
角川春樹が社長就任後はその秘書を務め、角川春樹事務所の立ち上げにも参画するなど、春樹の側近中の側近だった。角川春樹事務所時代は映画プロデューサーを担当した。一時期角川書店を離れキティグループに所属するが、3年ほどでメディアワークスに移り、角川グループに復帰。角川書店（2代目法人）代表取締役社長、角川映画株式会社代表取締役社長を経て、現在、学校法人法政大学理事。

## 略歴
- 1944年 - 埼玉県大宮市（現・さいたま市）にて誕生。
- 1969年 - 法政大学法学部法律学科卒業（遠藤光男ゼミ）。
- 1969年4月 - 株式会社角川書店 （現・KADOKAWA）入社。
- 1981年5月 - 同九州営業所長。
- 1985年7月 - 株式会社角川春樹事務所（現・KADOKAWA）取締役営業部長。
- 1989年10月 - 株式会社キティグループ取締役。
- 1993年4月 - 株式会社メディアワークス（現・KADOKAWA）入社。
- 1994年2月 - 株式会社メディアワークス取締役。
- 1997年6月 - 株式会社メディアワークス常務取締役。
- 2002年6月 - 株式会社角川書店（現・KADOKAWA）常務取締役営業局長。
- 2003年4月 - 分社型新設会社（株）角川書店（現・KADOKAWA）常務取締役。
- 2004年6月 - 株式会社角川ホールディングス（現・KADOKAWA）取締役。
- 2005年4月 - 株式会社角川書店専務取締役[2]。
- 2006年 - 株式会社角川書店 代表取締役社長。
- 2006年 - （社）日本雑誌協会理事。
- 2007年3月 - 角川映画株式会社（現・KADOKAWA）代表取締役社長。
- 2007年3月 - 株式会社角川グループパブリッシング（現・KADOKAWA）取締役会長。
- 2007年6月 - 角川シネプレックス株式会社代表取締役会長。
- 2007年6月 - 株式会社ムービーゲート代表取締役社長。
- 2007年 - （社）日本映画製作者連盟参与、（社）映画産業団体連合会理事。
- 2008年6月 - 日本映像振興株式会社代表取締役社長[3]。
- 2009年 - NPO法人人財創造フォーラム理事。
- 2010年4月 - 株式会社角川グループパブリッシング取締役相談役。
- 2010年4月 - 角川出版販売株式会社（現・KADOKAWA）取締役会長。
- 2011年- 学校法人法政大学評議員。
- 2012年6月- 角川グループのすべての役職を退く[4]。
- 2013年- 法政大学校友連合会副会長（理事）。
- 2014年- 一般社団法人法政大学校友会副会長（理事）。
- 2014年- 学校法人法政大学理事[5]。
- 2018年-一般社団法人法政大学校友会顧問。

## 作品

### 実写映画
- サウスバンド（2007年） - 製作[6]
- 歓喜の歌（2008年） - 製作
- ダイブ!!（2008年） - 製作
- その日の前に（2008年) - 製作
- ドロップ（2009年） - 製作
- 旭山動物園物語　ペンギンが空をとぶ（2009年） - 製作
- 沈まぬ太陽（2009年） - 製作
- 人間失格（2009年） - 製作
- 板尾創路の脱獄王（2010年） - 製作代表
- ロストクライム-閃光（2010年） - 製作統括

### 出演番組
- アナザーストーリーズ「犬神家の一族～エンターテインメントの革命児たち～（2019年） - 出演